# سرتاق خان
سرطاق خان (مغولی: Сартаг؛ unknown – ۱۸ مارس ۲۰۲۵) خان (عنوان) اهل اردوی زرین بود. پسر باتوخان و نایب‌السلطنه دواگر خاتون براقچین از آلچی تاتار بود. سرطاق جانشین باتو به عنوان خان (عنوان) گروه اردوی زرین شد.